# 2014-es labdarúgó-világbajnokság-selejtező (interkontinentális pótselejtezők)
A 2014-es labdarúgó-világbajnokság selejtezőjében interkontinentális pótselejtezőt kellett játszania négy csapatnak. A két párosítás győztese jutott ki a világbajnokságra. A párosításokat 2011. július 30-án sorsolták Rio de Janeiróban.

## Sorsolás
Az alábbi négy helyen végző válogatottak játszottak pótselejtezőt:
| Konföderáció                | Csapat    |
| --------------------------- | --------- |
| Ázsiai 5. helyezett         | Jordánia  |
| Észak-amerikai 4. helyezett | Mexikó    |
| Dél-amerikai 5. helyezett   | Uruguay   |
| Óceániai csoport győztese   | Új-Zéland |

A párosítások résztvevői oda-visszavágós mérkőzést játszottak egymással. A párosításokban az összesítésben jobbnak bizonyuló egy-egy csapat jutott ki a világbajnokságra.

## Mérkőzések
A mérkőzéseket 2013. november 13-án és 20-án játszották.

### AFC – CONMEBOL
| 1. csapat | Össz.Tooltip Aggregate score | 2. csapat | 1. mérk. | 2. mérk. |
| --------- | ---------------------------- | --------- | -------- | -------- |
| Jordánia  | 0–5                          | Uruguay   | 0–5      | 0–0      |

| 2013. november 13. 18:00 (UTC+3) |

| Jordánia | 0–5               | Uruguay                                                          |
| -------- | ----------------- | ---------------------------------------------------------------- |
|          | (0–2) Jegyzőkönyv | M. Pereira 22' Stuani 42' Lodeiro 69' Rodríguez 78' Cavani 90+2' |

| Amman International Stadium, Ammán Nézőszám: 17 370 Játékvezető: Svein Oddvar Moen (norvég) |

| 2013. november 20. 21:00 (UTC−2) |

| Uruguay | 0–0         | Jordánia |
| ------- | ----------- | -------- |
|         | Jegyzőkönyv |          |

| Estadio Centenario, Montevideo Nézőszám: 62 000 Játékvezető: Jonas Eriksson (svéd) |

### CONCACAF – OFC
| 1. csapat | Össz.Tooltip Aggregate score | 2. csapat | 1. mérk. | 2. mérk. |
| --------- | ---------------------------- | --------- | -------- | -------- |
| Mexikó    | 9–3                          | Új-Zéland | 5–1      | 4–2      |

| 2013. november 13. 14:30 (UTC−6) |

| Mexikó                                              | 5–1               | Új-Zéland |
| --------------------------------------------------- | ----------------- | --------- |
| Aguilar 32' Jiménez 40' Peralta 48' 80' Márquez 84' | (2–0) Jegyzőkönyv | James 85' |

| Estadio Azteca, Mexikóváros Nézőszám: 99 832 Játékvezető: Kassai Viktor (magyar) |

| 2013. november 20. 19:00 (UTC+13) |

| Új-Zéland                       | 2–4               | Mexikó                       |
| ------------------------------- | ----------------- | ---------------------------- |
| James 80' (11-esből) Fallon 82' | (0–3) Jegyzőkönyv | Peralta 14' 29' 33' Peña 86' |

| Westpac Stadium, Wellington Nézőszám: 35 206 Játékvezető: Felix Brych (német) |